# Basra
Basra je grad na jugu Iraka i najveća iračka luka. Nalazi se na rijeci Šat al-Arab koja nastaje spajanjem glavnih iračkih rijeka Eufrata i Tigrisa u blizini iračkog izlaza na more.

## Povijest
Basra je osnovana 636. godine, ubrzo nakon arapskog osvajanja Mezopotamije. Osnovao ju je kalif Omar na mjestu starog perzijskog naselja. Grad je značajno vojno uporište na strateški važnom položaju za borbu Arapa protiv Sasanida. Nakon arapskog osvajanja Perzije slabi vojno značenje grada, a jača trgovačko jer se nalazi na povoljnom položaju za izgradnju luke. Značenje posebno raste u 8. st. nakon što Bagdad postaje glavni grad Bagdadskog Kalifata, a Basra postaje luka za pretovar tereta između morskih brodova i riječnih brodova za plovidbu Tigrisom do Bagdada. S obzirom na značenje Bagdada kao glavnog grada Basra postaje najvažnija arapska luka i trgovački centar.
Značenje Basre opada nakon napada Mongola i uništenja Bagdadskog Kalifata u 13. st. Nakon toga se izmjenjuje vlast raznih dinastija Mongola i Turaka. U 16. st. potpada pod vlast Osmanskog Carstva i predstavlja turski izlaz na Perzijski zaljev. Mezopotamija je ostala turska do 1. svj. rata kad potpada pod britanski mandat. Basra se pod britanskom upravom modernizira i ponovo postaje značajna luka. Posebno značenje dobiva nakon nastanka nezavisnog Iraka 1932. godine. 1964. je osnovano sveučilište.
Grad je pretrpio značajne štete u Iračko-iranskom ratu 1980-1988. tijekom kojeg je broj stanovnika opao s 1,5 milijuna na 400.000. Prostor rijeke Šat al-Arab oko Basre je bio glavni izgovor pokretanja rata i prostor najvećih borbi. Tijekom Zaljevskog rata 1990-1991. je Basra bila glavna baza iračkih snaga za napad na Kuvajt. U kasnijem razdoblju je došlo do pobune šijita koju je iračka vojska brutalno ugušila. Basra je bila prvi veći irački grad koji su koalicijske snage pod vodstvom SAD-a zauzele tijekom Rata u Iraku 2003. kojim je srušen Sadam Husein. Nakon toga je Basra došla pod okupaciju britanskih snaga i dolazi do brojnih borbi između Britanaca i iračkih pobunjenika. Krajem 2007. su se britanske snage povukle i Basra je postala prvi veći irački grad koji je potpuno vraćen pod iračku upravu.

## Zemljopis
Basra se nalazi na jugu Iraka. Smještena je na rijeci Šat al-Arab 55 km od obale Perzijskog zaljeva. Nedaleko je Iranska i Kuvajtska granica. Prostor oko grada je pustinjski, ali uz Šat al-Arab postoje močvare. Klima je pustinjska s malo padalina.

## Kultura
Basra je tradicionalni arapski grad s brojnim džamijama i zgradama u tradicionalnoj islamskoj arhitekturi. Za razliku od ostalih arapskih gradova Basra ima pravilnu strukturu ulica. Značajna je palača na obali rijeke. Basra je jedan od najznačajnijih gradova koji se spominje u zbirci arapskih priča Tisuću i jedna noć.

## Gradovi prijatelji
- Baku, Azerbajdžan
- Bagdad, Irak
- Dubai, Ujedinjeni Arapski Emirati
- Detroit, SAD